# آخر بازی جدولی

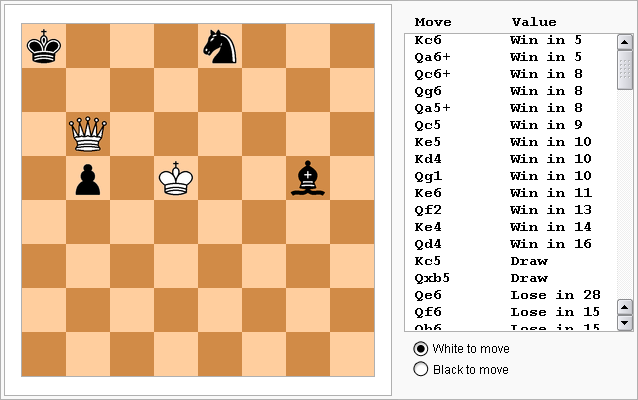
یک رابط معمولی برای پرس و جو از یک جدول

در شطرنج ، آخر بازی جدولی ، یک پایگاه داده کامپیوتری است که شامل ارزیابی های از پیش محاسبه شده از موقعیت های پایان بازی است. 
در شطرنج، آخر بازی جدولی، یک بانک اطلاعاتی رایانه‌ای است که شامل ارزیابی‌های از پیش محاسبه‌شده برای وضعیت‌های بازی پایانی است. تیبل‌بیس‌ها برای تحلیل بازی‌های تمام‌شده و همچنین توسط موتورهای شطرنج برای ارزیابی وضعیت‌ها در طول بازی استفاده می‌شوند. این پایگاه‌ها به‌طور جامع تمام چیدمان‌های قانونی مجموعه‌ای خاص از مهره‌ها روی صفحه را شامل می‌شوند و برای هر وضعیت، نتیجه نهایی بازی (یعنی پیروزی سفید، پیروزی سیاه، یا تساوی) و تعداد حرکات لازم برای دستیابی به آن نتیجه را تحت بازی کامل ثبت می‌کنند. تیبل‌بیس به عنوان یک مرجع عمل می‌کند که همواره حرکت بهینه را ارائه می‌دهد، زیرا هر حرکت قانونی در یک وضعیت پوشش داده‌شده به وضعیت دیگری منجر می‌شود که آن نیز تحت پوشش قرار دارد.
تیبل‌بیس‌ها با استفاده از روش تحلیل معکوس تولید می‌شوند، به این صورت که از وضعیت‌های مات شروع کرده و به عقب کار می‌کنند. تا سال ۲۰۰۵، تیبل‌بیس‌هایی برای تمام وضعیت‌هایی که حداکثر شش مهره (شامل دو شاه) دارند ایجاد شده بود. تا آگوست ۲۰۱۲، تقریباً تمام وضعیت‌های شطرنج با حداکثر هفت مهره حل شده بودند، هرچند برخی زیرگروه‌ها به دلیل سادگی فرضی آنها کنار گذاشته شده بودند که این وضعیت‌ها نیز تا آگوست ۲۰۱۸ گنجانده شدند. تا سال ۲۰۲۴، کار برای حل تمام وضعیت‌های مربوط به هشت مهره همچنان در جریان است. این تیبل‌بیس‌ها به طور چشمگیری درک جامعه شطرنج از نظریه بازی پایانی را گسترش داده‌اند، به طوری که برخی وضعیت‌هایی که پیش‌تر به عنوان تساوی تحلیل شده بودند، به عنوان قابل برد تشخیص داده شدند. در مواردی، تیبل‌بیس‌ها جفت مات‌هایی با بیش از پانصد حرکت یافتند که از توانایی انسان‌ها و حتی رایانه‌ها در طول بازی خارج بود. این کشفیات باعث شدند تا قانون پنجاه حرکت مورد بازنگری قرار گیرد.

## پیشینه
حل بازی‌ها و محدودیت‌های سخت‌افزاری
در اصل، با وجود محدودیت‌های فیزیکی سخت‌افزارهای کامپیوتری، امکان حل هر بازی در صورتی که وضعیت کامل آن مشخص باشد و عنصر شانس در کار نباشد، وجود دارد. راه‌حل‌های قوی، که الگوریتم‌هایی برای بازی بی‌نقص از هر موقعیت ارائه می‌دهند، برای بازی‌های ساده‌ای مانند «دوز» (که در صورت بازی بی‌نقص به تساوی می‌انجامد) و «کانکت فور» (که بازیکن اول پیروز می‌شود) شناخته شده‌اند. برای بازی‌های پیچیده‌تری مانند «چکرز»، راه‌حل‌های ضعیف وجود دارند، به این معنا که با بازی بی‌نقص از هر دو طرف نتیجه بازی (تساوی) مشخص است، اما هنوز برای هر موقعیت ناشی از بازی غیر بی‌نقص، حرکت درست بعدی شناخته نشده است. بازی‌هایی همچون شطرنج و «گو» به دلیل پیچیدگی بالای موقعیت‌های ممکن تاکنون حل نشده‌اند. برای کاهش این پیچیدگی، پژوهشگران اندازه صفحه یا تعداد مهره‌های این بازی‌ها را کاهش داده‌اند.

### پیدایش شطرنج کامپیوتری
شطرنج کامپیوتری یکی از قدیمی‌ترین حوزه‌های هوش مصنوعی محسوب می‌شود و قدمت آن به دهه ۱۹۳۰ بازمی‌گردد. در سال ۱۹۴۹، کلود شانون معیارهای رسمی برای ارزیابی حرکات شطرنج ارائه داد. در سال ۱۹۵۱، آلن تورینگ برنامه ابتدایی شطرنجی طراحی کرد که به مهره‌ها و حرکات آن‌ها امتیاز می‌داد و شطرنج را بر اساس محاسبات دستی خود بازی می‌کرد. اما حتی با پیشرفت برنامه‌های شطرنج، ضعف آشکاری در بازی در مرحله پایانی (اندگیم) دیده می‌شد. برنامه‌نویسان به این منظور اصول خاصی برای مرحله پایانی اضافه کردند، مثلاً حرکت شاه به مرکز صفحه. با این حال، نیاز به راه‌حلی جامع‌تر وجود داشت.

### تحلیل رتروگراد و پایگاه داده‌های اندگیم
در سال ۱۹۶۵، ریچارد بِلمن پیشنهاد ایجاد پایگاه داده‌ای برای حل مرحله پایانی شطرنج و چکرز را داد که از تحلیل رتروگراد (تحلیل از انتها به ابتدا) استفاده می‌کرد. به جای تحلیل حرکت‌های پیش‌رو از موقعیت فعلی، این پایگاه داده از موقعیت‌هایی که یکی از بازیکنان مات یا پات شده بود، تحلیل را به عقب برمی‌گرداند. این روش باعث شد برنامه‌های شطرنج نیازی به تحلیل مرحله پایانی در حین بازی نداشته باشند، زیرا این موقعیت‌ها پیش‌تر حل شده بودند و پایگاه داده همواره بهترین حرکت ممکن را انجام می‌داد. در سال ۱۹۷۰، توماس اشترولاین پایان‌نامه‌ای درباره تحلیل کلاس‌های مختلف مرحله پایانی شطرنج ارائه کرد. بعدها، کن تامپسون و دیگران پایگاه داده‌هایی برای تمامی اندگیم‌های چهار و پنج مهره‌ای توسعه دادند و پژوهشگران در سال‌های بعد، تحلیل‌های شش مهره‌ای را نیز گسترش دادند.